# Всемирный день океанов
Всеми́рный день океа́нов (на других официальных языках ООН: англ. World Oceans Day, араб. اليوم العالمي للمحيطات, ‎исп. Día Mundial de los Océanos, кит. 世界海洋日, фр. Journée mondiale de l'océan

) — памятный день ООН. Учреждён Генеральной Ассамблеей ООН 12 февраля 2009 года (резолюция № A/RES/63/111). Отмечается ежегодно, 8 июня.

## История праздника
Официально, на высшем межгосударственном уровне, идея проведения «всемирного дня океанов» впервые прозвучала в 1992 году на международном саммите, который проходил в Бразилии в городе Рио-де-Жанейро.
C той поры «всемирный день океанов» широко отмечается практически всеми, кто имеет хоть какое-то отношение к Мировому океану.
Учёные-экологи, ихтиологи, персонал многих аквариумов, зоопарков, дельфинариев координируют в этот день свои усилия, чтобы сохранить неповторимую океанскую флору и фауну от самой большой для них опасности — человеческой алчности.

## Темы дня
- 2018 год — «Борьба с загрязнением пластиковыми отходами и решения для обеспечения здоровья океанов»
- 2017 год —
- 2016 год —
- 2015 год — «Здоровые океаны, здоровая планета»
- 2014 год — «Одна планета, один океан»
- 2013 год — «Океаны и люди»
- 2012 год — «Молодежь: следующая волна перемен»
- 2011 год — «Наши океаны: возрождая наше будущее»[2]
- 2010 год — «Наши океаны: возможности и вызовы»
- 2009 год — «Наши океаны, наша ответственность»